# Moonlight Act - L'editto della Luna
Moonlight Act - L'editto della Luna (月光条例?, Gekkō jōrei) è un manga shōnen scritto e disegnato da Kazuhiro Fujita, serializzato sul settimanale Shōnen Sunday di Shogakukan dal 26 marzo 2008. In Italia è stato pubblicato da Edizioni BD sotto l'etichetta J-Pop dal 15 novembre 2009 al 23 ottobre 2019.

## Trama
Quando la Luna diventa blu, un personaggio delle fiabe si tramuta in mostro: il Consiglio delle fiabe emana quindi una legge, il Moonlight Act, e la principessa Hachikazuki, detentrice del sigillo che separa il mondo delle fiabe dalla Terra, raggiunge il mondo degli umani. Qui Gekko Iwasaki assorbe per errore il sigillo e diventa così l'esecutore del Moonlight Act. Affiancato dall'amica d'infanzia Lady Teatro e dalla principessa, che si trasforma in una mazza, il ragazzo ha il compito di sconfiggere i personaggi delle fiabe usciti di senno e giunti sulla Terra per distruggerla.

## Personaggi
Gekko Iwasaki (岩崎月光?, Iwasaki Gekko)
Un giovane teppista, la sua famiglia possiede un negozio di ramen. Viene incaricato, suo malgrado, di eseguire il Moonlight Act.
Lady Teatro (演劇部?, Engeki-bu)
Brillante e vivace, è in classe con Gekko e, essendo una sua amica d'infanzia, conosce molti aneddoti divertenti sul loro passato.
Principessa Hachikazuki (鉢かづき姫?, Hachikazuki-hime)
La detentrice del sigillo, si trasforma in un'arma per l'esecutore.